# Felső-Guinea

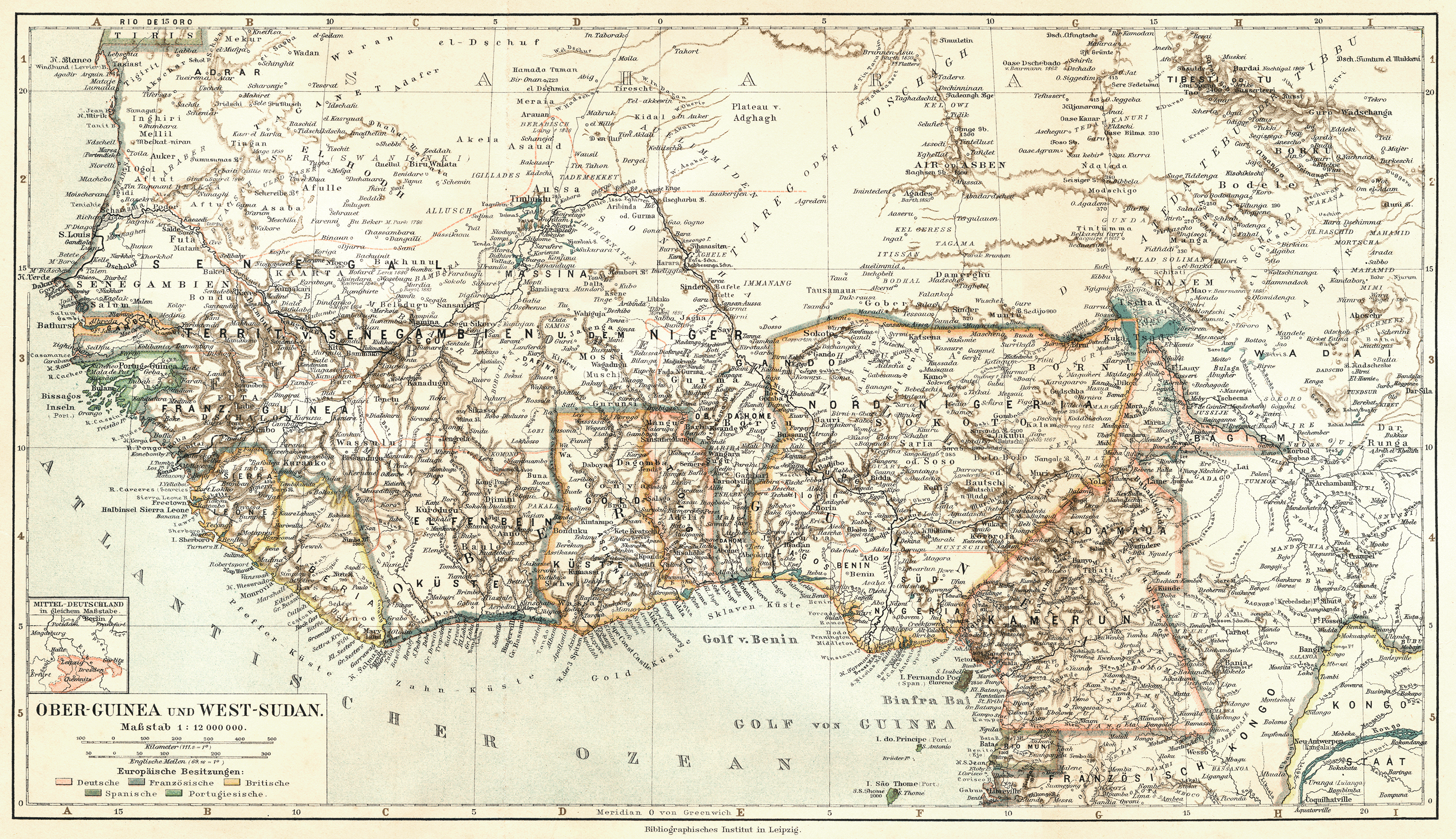
Felső-Guinea térképe

Felső-Guinea (Észak-Guinea) Afrika második legkisebb nagytája a Guineai-öböl északi partján. A Casamance folyótól a Sanaga folyó törésvonaláig, a Kamerun-vonalig húzódik csaknem 3000 km hosszan és 4–600 km szélesen. A szomszédos Szudántól és a Kongó-medencétől elsősorban éghajlatának monszun jellege miatt különítik el.

## Országai
A teljesen vagy nagyrészt ezen a nagytájon elhelyezkedő országok (nyugatról):
- Szenegál,
- Bissau-Guinea,
- Guinea,
- Sierra Leone,
- Libéria,
- Elefántcsontpart,
- Ghána,
- Togo,
- Benin,
- Nigéria,
- Kamerun.

## Szerkezete, domborzata, ásványkincsei
A társég a fanerozoikumban mindvégig szárazföld volt. A kb. 100 km széles parti síkságtól északra helyezkedik el az ősi kristályos kőzetekből és az azokat részben fedő ó- és középidei, zömmel a kambriumban és a devon időszakban lerakódott) homokkő-, illetve mészkőtakaróból álló Felső-Guineai-küszöb (Felső-Guineai hátság) fennsíkrendszere. Nyugati részén húzódik a Fouta-Djalon vízválasztó hegység; ebben ered a Volta és a Szenegál. A Benue folyótól északra emelkedő Josi-fennsík felépítése a rétegdőlésnek megfelelően aszimmetrikus: északi lejtői lankásan simulnak a térszínbe, nyugati és déli letörései meredekek.
Az alapvetően a monszuntól befolyásolt Felső-Guineai-küszöb és a Kongó-medence trópusi esőerdőit folytató Alsó-Guineai küszöb (Alsó-Guinea) között emelkedik a 800 km hosszú, 1000 m átlagmagasságú Adamaoua-fennsík. Ennek közepén, a Benue folyóig húzódik a tektonikus eredetű, kainozoós Kamerun-vonal, amelynek mentén (a névadó Kamerun-hegy kivételével) kihalt vulkánok sorakoznak, ide értve a Guineai-öböl szigeteit is. Közülük a Bambouto 2740 m magas.
Ásványkincsekben igen gazdag (gyémánt, vasérc, arany, nióbium, ónérc. Nigériában szén, a part mentén néhol kőolaj-, földgáz- és sótelepek találhatók. Lateritbauxitot és mangánt is bányásznak.
A parti síkságot erősen tagolják a bővizű folyók. A tengerparton homokpadok, turzások, lagúnák követik egymást. A nagy hajók fogadására alkalmas kikötők építése nagy beruházásokat igényel. Külön tájegység a Niger torkolata, amit egyszerre alakít a víz építő és romboló munkája:
- a mangroveerdők megkötik a hordalékot, tehát hatalmas delta alakul ki,
- a nagy tengerjárás tölcsértorkolat jellegűvé mélyíti az egyes folyóágakat.[1]

## Vízrajza
A Niger Nyugat-Afrika legfontosabb folyója. A parti síkságon veszi fel legnagyobb mellékfolyóját a Benuét. A Niger és Benue közös torkolata a Niger-delta. A folyó a torkolat fölötti 430 km-en óceánjárókkal is hajózható.
A Volta három forrásága a Fekete-Volta, a Fehér-Volta és a Vörös-Volta.
A bővizű folyók jelentős deltákat építettek; a delták között turzások sorakoznak.
A Volta-tó víztározóját villamos energia termelésére, közlekedésre, öntözésre és haltenyésztésre is használják.

## Éghajlata
Éghajlatát az északkeleti passzát (harmattán) és a délnyugati monszun váltakozása határozza meg. A téli hónapok (amikor a harmattán uralkodik) szárazak, a nyári, monszunos időszak esős. A csapadék 4000 mm-ről a kontinens belseje felé 1000-1200 mm-re csökken. A partvidék egyes részein az egyenlítői éghajlat vonásai mutatkoznak meg, máshol a felszálló hideg tengervíz, hideg tengeráramlatok hatására szárazabb területek alakultak ki.
A hőmérséklet 22-25°C között váltakozik, az évi hőingás értéke 2–7 °C, a napi 5–10 °C. Két hőmérsékleti maximummal, 35–45 és 70–75% között változó páratartalommal jellemezhető a terület.

## Növényzete
Természetes növényzete a kongói esőerdők folytatásának tekinthető, de sajnos (a földművelés, kisebbrészt a fakitermelés érdekében) jórészt kiirtották. Helyén másodlagos erdők nőnek; ezek az eredeti dzsungelhez képest fajszegények; lombkoronaszintjük alacsonyabb. Az erdőirtás egyúttal a talajeróziót is fokozza. A fás (ligetes) szavannákat is rendszeresen felégetik.
A nedves, úgynevezett guineai szavanna az északi szélesség 8–13. foka között alakult ki — ott, ahol az éves csapadék 1200–1500 mm. Ennek őshonos haszonnövényei:
- olajpálma,
- jamszgyökér,
- kóladió.

A Guineai-öböl partvidékén többfelé mangroveerdőket találunk.

## Állatvilága
Természetes állatvilága a sokféle élőhelynek megfelelően változatos, de egyre szűkebb helyre szorul vissza. A szavannákon szokásos nagytestű növényevők közül hiányzik a zebra.